# 이영해

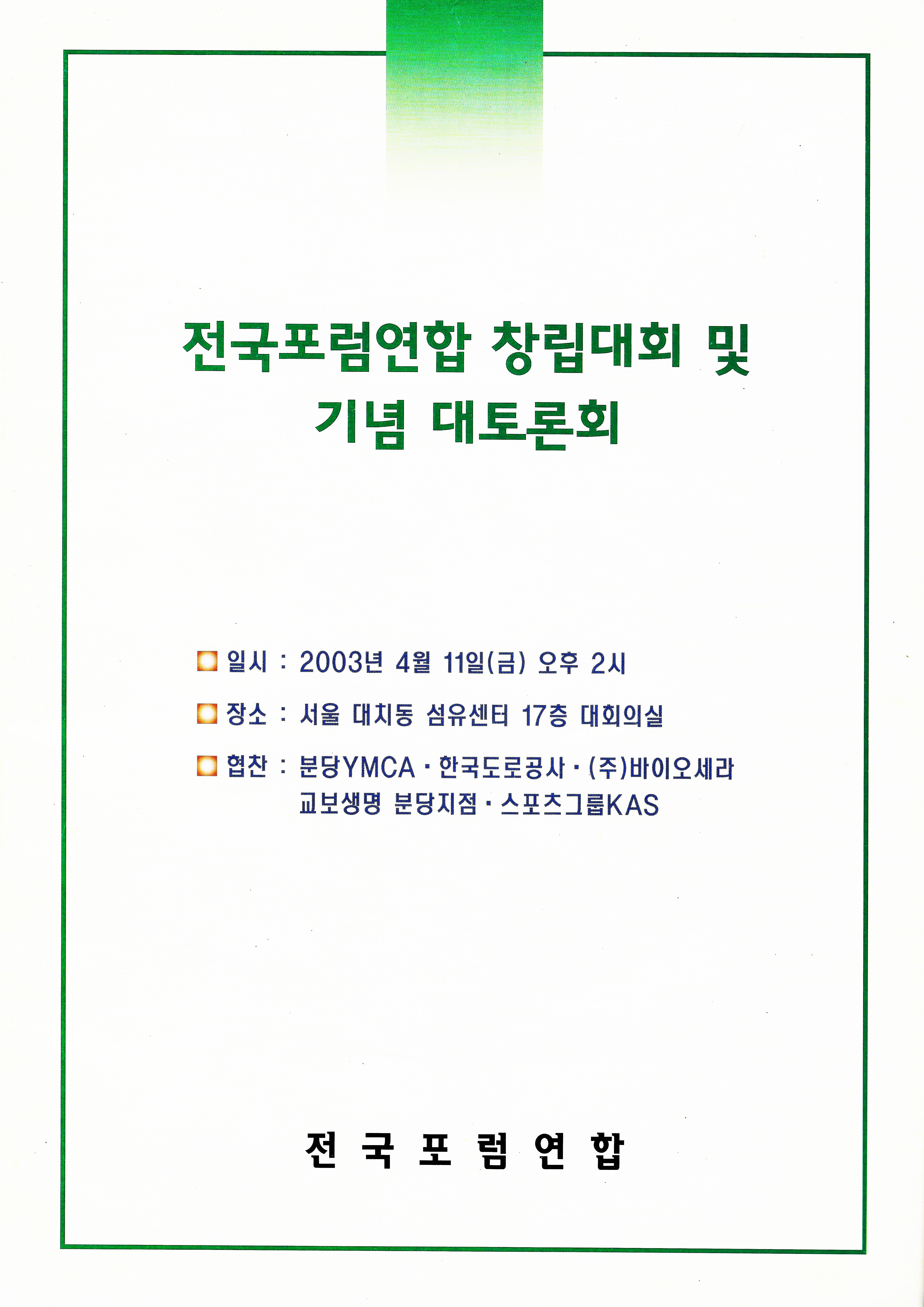
전국포럼연합 창립 자료

이영해(李永海, 1954년 11월 11일~2016년 9월 2일)은 대한민국의 교수, 사회운동가이다. 사단밥인 전국포럼연합 상임대표와 21세기분당포럼 상임대표를 역임했다. 한국사회의 바른 여론 확산과 지역간 소통을 위하여 전국에 산재한 32개의 포럼 단체를 규합하여 '포럼 문화 전도사'로 활동했다.

## 생애
그는 1954년 11월 11일 경북 경주에서 출생했다. 독실한 로마가톨릭 신자로서 경북고와 고려대 산업공학을 거쳐서 명문 미국 일리노이대학교에 유학하여 산업공학 석박사를 취득하고 귀국하여 한양대학교 산업공학과에 임용되어 산업공학 학자로서 한국SCM학회 창립을 주도했으며 특히, 21세기분당포럼과 전국포럼연합 창립했다. 그는 당시 한국사회에 바른 여론 확산과 지역간 소통을 위하여 전국에 산재한 32개의 포럼 단체를 규합하여 세상을 떠나는 날까지 평생을 '포럼 문화 전도사'로 활동했다.

## 학력
- 일리노이대학교대학원 산업공학 박사(1983-1986)
- 일리노이대학교대학원 산업공학 석사(1981-1983)
- 고려대학교 산업공학 학사(1973-1977)
- 경북고등학교(1970-1973)

## 경력
- 1986 -  [前] 한양대학교 산업공학과 조교수
- 1986 -  [前] 한양대학교 산업공학과 부교수
- 1986 -  [前] 일본오사카대학교 초빙교수
- 1986 -  [前] 미국퍼듀대학교 초빙교수
- 1986 -  [前] 한국시뮬레이션학회 회원
- 1986 -  [前] 한양대학교 산업경영공학과 교수
- 1999.05 -  [前] 사단법인 21세기분당포럼 초대이사장
- 2000.06 - 2004.12 [前] 초대 한국SCM학회 회장
- 2003.04 - 2006.08 [前] 전국포럼연합(전포련) 초대 상임대표
- 2003.04 - 부산사회정보포럼 명예회장
- 2005.01 -  [前] 한국SCM학회 회장
- 2006.08 -  [前] 제2대 전국포럼연합(전포련) 상임대표
- 2006.   -  [前] 한국물류학회 부회장
- 2007.08 -  [前] 대한민국 선진화개혁추진위원회 상임의장
- 2009.04 -  [前] 한국통합물류협회 설립추진위원회 위원장
- 2009.06 -  [前] 대통령 소속 국가우주위원회 민간위원
- 2010.11 -  [前] 한국SCM학회 이사장
- 2011.02 -  [前] 전국포럼연합 제3기 상임대표
- 2013.08 -  [前] 국제물류SCM연맹 회장

## 수상
- 2006 대통령 표창(한국물류대상, 2006)
- 자랑스런 ROTC 동기상(2007)
- 한국과학기술단체총연합회 제20회 과학기술우수논문상(2010)
- 제40회 컴퓨터 및 산업공학국제학술대회 최우수논문상(2010)
- 한국SCM학회 제1회 석학학술상(2016)
- 1999 -     [前] 세계 차세기지도자 500인(Barons 500 Leaders for the New Century) 선정
- 2001.10 -  [前] 영국 국제인명센터가 뽑은 '21세기 탁월한 학자' 선정
- 2002.08 -  [前] 영국 국제인명센터(IBC)가 선정한 '세계 1000명의 위대한 학자들'에 선정
- 2004.12 -  [前] 영국 국제인명센터(IBC) 2005년도 ‘세계 100대 교육자(Top 100 Educator)’로 선정

## 대표저서
- CIM/FA 사전

## 같이 보기
- 박세일
- 하승무
- 부산사회정보포럼

## 참고 문헌
- 포럼문화 전도사 이영해 교수의 생애와 업적(하승무, 2017)
- 전국포럼연합 13년사(가제, 하승무)